# Штаркенберг
Штаркенберг (нем. Starkenberg) — община в Германии, в земле Тюрингия. 
Входит в состав района Альтенбург. Подчиняется управлению Альтенбургер Ланд.  Население составляет 1904 человека (на 31 декабря 2010 года). Занимает площадь 8,05 км².
Коммуна подразделяется на 7 сельских округов.